# Kourgui
Kourgui est à la fois un village et un groupement (parfois appelé canton) de la commune de Mora, située dans la région de l'Extrême-Nord et le département du Mayo-Sava.

## Géographie
Kourgui est situé non loin de la frontière avec le Nigeria, dans la plaine de Mora à 6 km au Nord de Mora sur la route N14.
Le groupement est irrigué par le Mayo de Kourgui.

## Population
En 1967, la population du village seul de Kourgui était estimée à 2 070 habitants. Le canton comptait lui 2 550 habitants.
Lors du recensement de 2005, le groupement comptait 8 135 habitants et le village de Kourgui lui-même comptait 2 126 habitants dont 1 059 hommes et 1 067 femmes, répartis sur Kourgui Centre I et Kourgui Centre II.

## Structure administrative du groupement
Le groupement Mandara de Kourgui avait à l'origine été découpé par l'administration française de telle manière à affranchir les montagnards Podwoko et Mouktélé et leur permettre de descendre cultiver dans la plaine tout en dépendant de leur propre chefferie. Néanmoins, ces découpages ont été remis en question par des chefs de Kourgui qui réussissaient dans les années 1970 à convaincre l'administration centrale que les piémonts aux pieds des deux massifs cités dépendaient d'eux. Dans l'histoire Podwoko, Kourgui fait partie intégrante du territoire Slalawa.
Outre Kourgui proprement dit, réparti en Kourgui Centre I et Kourgui Centre II, le groupement comprend les villages suivants :
- C. F. M. A.
- Bladine Todélé
- Camp Baba Simon
- Camp Père
- Guiziga
- Igdzawa Koumbra
- Kossrahé Médelehé
- Mada Sar Sar
- Pivou
- Tala Massama
- Tégodélé
- Wourba Yawé
- Zalangoué

## Économie et infrastructures
Le Plan communal de développement de Mora cite, parmi les ressources naturelles présentent dans la zone, une carrière de latérite, présente sur la route de Kourgui quartier Blé-Blé. Les carrières de latérite demeurent néanmoins sous-exploitées du fait des difficultés de transport vers le centre urbain.
Kourgui fait partie des 16 localités de la commune de Mora qui sont électrifiées.
L'axe Kourgui-Mora fait partie des routes locales en assez bon état et qui restent praticables toute l'année.
La ville abrite un marché hebdomadaire qui contribue à l'économie locale.
La ville abrite aussi un lycée qui accueille 400 lycéens ainsi qu'un bureau de douane.
Dans les années 1970, on assiste à un déboisement et une mise en culture de la zone de Kourgui par les montagnards, attirés par les possibilités du bassin alluvial. Ces montagnards passent ainsi d'un habitat éparse sur les massifs à un habitat plus concentré dans la plaine.
Parmi ces populations, on compte des Guiziga, attirés par les possibilités d'exploitation agricole industrielle du coton. Cependant, les migrations Guiziga sont instables et les populations repartent aisément vers d'autres territoires ou leur territoire d'origine.
À cette époque, les prescriptions religieuses des Podokwo leur interdisent de travailler dans les massifs les vendredis et les dimanches. Une partie d'entre eux (essentiellement des femmes et des enfants) descendent donc aussi s'employer chez des Mandaras sur ces jours là.
Des années 1950 aux années 1970, une politique de développement de la culture du coton est mise en place par l'administration centrale et soutenue par le CFDT (Compagnie française pour le développement des fibres textiles, société d’économie mixte créée en 1949 devenue par la suite Sodecoton). Kourgui abrite sa propre usine d’égrenage. L'économie du coton se déplaçant sensiblement, cette usine sera par la suite transférée plus au sud à Mayo-Galké.

## Ethnies et langues
On trouve à Kourgui des populations Mandara, Podokwo, Moundang, Guiziga, Mora et Mafa,.
La majorité de la population est chrétienne.
Le fulfude est une langue véhiculaire à Kourgui, comme elle l'est dans de nombreuses zones nouvelles de développement agricole comme celle-ci.

## Boko Haram
Kourgui fait partie des localités qui se sont dotées d'un comité de vigilance. Le 31 octobre, ce comité de vigilance arrête Abagana Modu, membre de l'état-major de Boko Haram.